# Copa Amèrica de futbol de 2024
La Copa Amèrica de futbol de 2024 va ser la 48a edició de la Copa Amèrica de futbol. La competició va ser organitzada per la CONMEBOL als Estats Units, entre els dies 20 de juny i 14 de juliol de 2024.
Fou el segon cop que Estats Units fou seu del torneig. El primer cop havia estat la Copa América Centenario l'any 2016. Argentina era el vigent campió, i guanyà el seu setzè títol en derrotar Colòmbia per 1-0.

## Seu
En principi era d'esperar que la seu de la competició fos Equador, segons el criteri de rotació. El novembre de 2022, el país declinà ser-ne seu. Perú i els Estats Units expressaren el seu interès en ser el país amfitrió.
El 27 de gener de 2023 s'anuncià, com a part d'una nova col·laboració estratègica entre CONCACAF i CONMEBOL, que els Estats Units serien la seu de la competició i que sis equips de la CONCACAF hi participarien com a convidats. Aquest sis equips foren escollits a través de la Lliga de Nacions de la CONCACAF 2023-24.

## Seleccions participants
| CONMEBOL (10 equips)                                                                                               | CONCACAF (6 equips) |
| --- | --- |

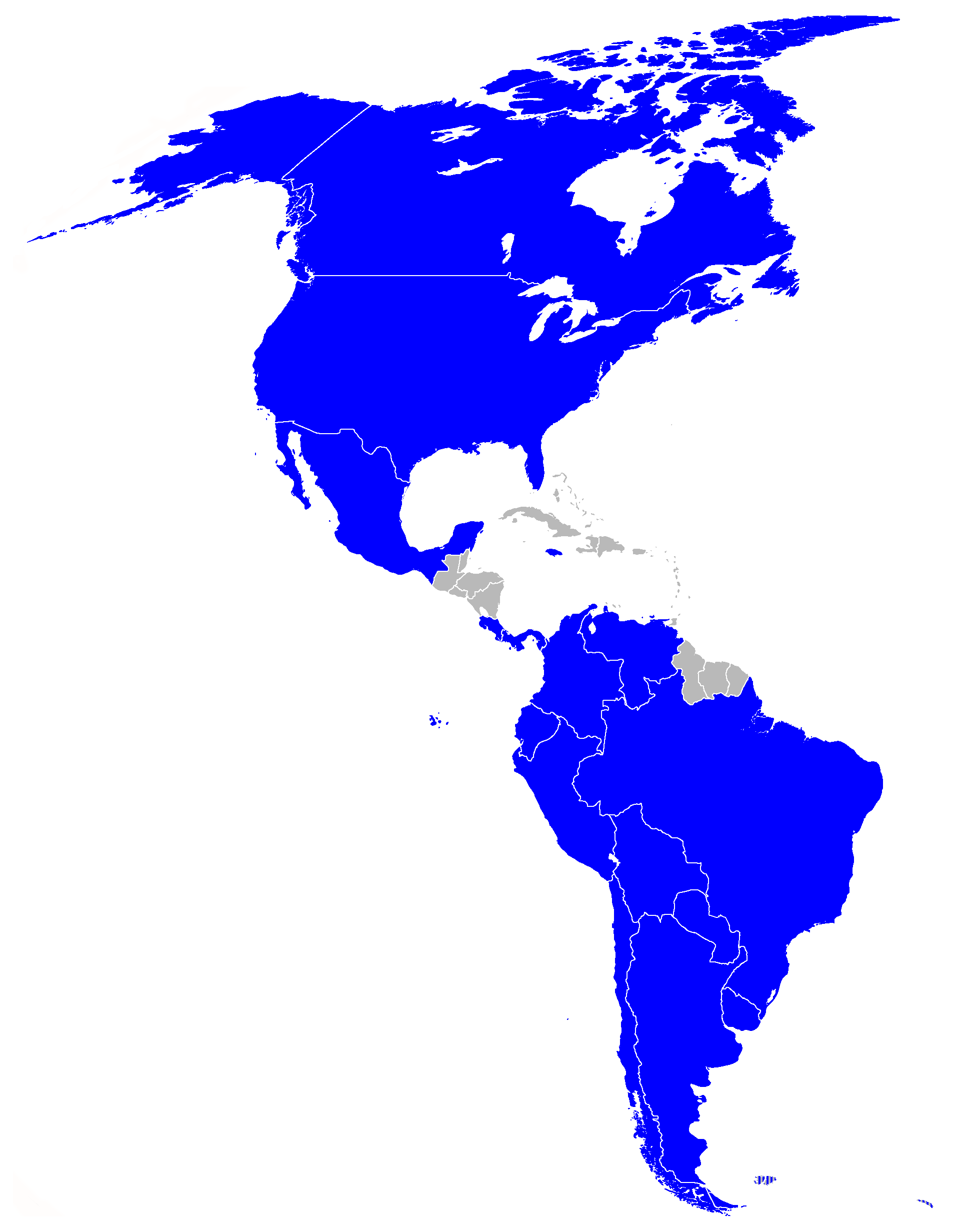
Mapa dels equips participants.

| - Argentina (vigent campió) - Bolívia - Brasil - Colòmbia - Equador - Paraguai - Perú - Uruguai - Veneçuela - Xile | - Jamaica (finalista Copa de Nacions) - Mèxic (finalista Copa de Nacions) - Panamà (finalista Copa de Nacions) - Estats Units (seu i finalista Copa de Nacions) - Canadà (vencedor de la repesca) - Costa Rica (vencedor de la repesca) |

## Àrbitres
El 24 de maig de 2024 la CONMEBOL anuncià els 101 àrbitres del torneig. Aquests pertanyien a CONMEBOL, CONCACAF i UEFA. Fou la primera edició de la Copa Amèrica amb àrbitres femenines.
| Associació   | Àrbitres                                 | Assistents                                                            | Assistents VAR                                      |
| ------------ | ---------------------------------------- | --------------------------------------------------------------------- | --------------------------------------------------- |
| Argentina    | Darío Herrera Yael Falcón                | Juan Belatti Cristian Navarro Facundo Rodríguez Maximiliano del Yesso | Mauro Vigliano Silvio Trucco Héctor Paletta         |
| Bolívia      | Ivo Méndez                               | José Antelo Edwar Saavedra                                            | Gery Vargas                                         |
| Brasil       | Wilton Sampaio Raphael Claus Edina Alves | Danilo Manis Rodrigo Correa Bruno Boschilia Bruno Pires Neuza Back    | Rodolpho Toski Daniel Nobre Pablo Gonçalves         |
| Xile         | Piero Maza Cristian Garay                | Claudio Urrutia Miguel Rocha José Retamal Juan Serrano                | Juan Lara Rodrigo Carvajal Edson Cisternas          |
| Colòmbia     | Wilmar Roldán Jhon Ospina                | Alexander Guzmán Jhon León Jhon Gallego Miguel Roldán Mary Blanco     | Nicolás Gallo Yadir Acuña David Rodríguez           |
| Equador      | Augusto Aragón                           | Cristhian Lescano Ricardo Baren                                       | Carlos Orbe Bryan Loayza                            |
| Guatemala    | Mario Escobar                            | Luis Ventura Humberto Panjoj                                          |                                                     |
| Itàlia       | Maurizio Mariani                         | Daniele Bindoni Alberto Tegoni                                        | Marco Di Bello Aleandro Di Paolo                    |
| Mèxic        | César Ramos                              | Alberto Morín Marco Bisguerra                                         | Erik Miranda Guillermo Pacheco                      |
| Nicaragua    |                                          |                                                                       | Tatiana Guzmán                                      |
| Paraguai     | Juan Benítez                             | Eduardo Cardozo Milcíades Saldívar                                    | Derlis López Eduardo Britos José Cuevas             |
| Perú         | Kevin Ortega                             | Michael Orué Stephen Atoche                                           | Joel Alarcón Jonny Bossio Augusto Menéndez          |
| El Salvador  | Iván Barton                              | David Morán Henri Pupiro                                              |                                                     |
| Uruguai      | Andrés Matonte Gustavo Tejera            | Nicolás Tarán Martín Soppi Carlos Barreiro Pablo Llarena              | Leodán González Richard Trinidad Cristhian Ferreyra |
| Estats Units | Ismail Elfath Tori Penso                 | Corey Parker Kyle Atkins Brooke Mayo Kathryn Nesbitt                  | Armando Villarreal                                  |
| Veneçuela    | Jesús Valenzuela Alexis Herrera          | Jorge Urrego Alberto Ponte Lubin Torrealba Migdalia Rodríguez         | Juan Soto Carlos López                              |

## Estadis
Tots els estadis van ser anunciats entre el 20 de novembre de 2023 i el 4 de desembre de 2023..
| Atlanta, Geòrgia                                 | Santa Clara, Califòrnia (Àrea de San Francisco) | Charlotte (Carolina del Nord) | Glendale, Arizona (Àrea de Phoenix) | Inglewood, Califòrnia (Àrea de Los Ángeles)  |
| ------------------------------------------------ | --- | --- | --- | -------------------------------------------- |
| Mercedes-Benz Stadium                            | Levi's Stadium | Bank of America Stadium | State Farm Stadium | SoFi Stadium                                 |
| Capacitat: 71.000                                | Capacitat: 72.840 | Capacitat: 74.479 | Capacitat: 63.400 | Capacitat: 70.000                            |
|                                                  | | | |                                              |
| Orlando, Florida                                 | Kansas City KSKansas City MOSanta ClaraCharlotte (Carolina del Nord)GlendaleParadiseOrlandoAustinHoustonArlingtonEast RutherfordInglewoodAtlantaMiamiCopa Amèrica de futbol de 2024 (Estats Units) | Kansas City KSKansas City MOSanta ClaraCharlotte (Carolina del Nord)GlendaleParadiseOrlandoAustinHoustonArlingtonEast RutherfordInglewoodAtlantaMiamiCopa Amèrica de futbol de 2024 (Estats Units) | Kansas City KSKansas City MOSanta ClaraCharlotte (Carolina del Nord)GlendaleParadiseOrlandoAustinHoustonArlingtonEast RutherfordInglewoodAtlantaMiamiCopa Amèrica de futbol de 2024 (Estats Units) | Houston, Texas                               |
| Inter&Co Stadium                                 | Kansas City KSKansas City MOSanta ClaraCharlotte (Carolina del Nord)GlendaleParadiseOrlandoAustinHoustonArlingtonEast RutherfordInglewoodAtlantaMiamiCopa Amèrica de futbol de 2024 (Estats Units) | Kansas City KSKansas City MOSanta ClaraCharlotte (Carolina del Nord)GlendaleParadiseOrlandoAustinHoustonArlingtonEast RutherfordInglewoodAtlantaMiamiCopa Amèrica de futbol de 2024 (Estats Units) | Kansas City KSKansas City MOSanta ClaraCharlotte (Carolina del Nord)GlendaleParadiseOrlandoAustinHoustonArlingtonEast RutherfordInglewoodAtlantaMiamiCopa Amèrica de futbol de 2024 (Estats Units) | NRG Stadium                                  |
| Capacitat: 25.500                                | Kansas City KSKansas City MOSanta ClaraCharlotte (Carolina del Nord)GlendaleParadiseOrlandoAustinHoustonArlingtonEast RutherfordInglewoodAtlantaMiamiCopa Amèrica de futbol de 2024 (Estats Units) | Kansas City KSKansas City MOSanta ClaraCharlotte (Carolina del Nord)GlendaleParadiseOrlandoAustinHoustonArlingtonEast RutherfordInglewoodAtlantaMiamiCopa Amèrica de futbol de 2024 (Estats Units) | Kansas City KSKansas City MOSanta ClaraCharlotte (Carolina del Nord)GlendaleParadiseOrlandoAustinHoustonArlingtonEast RutherfordInglewoodAtlantaMiamiCopa Amèrica de futbol de 2024 (Estats Units) | Capacitat: 72.220                            |
|                                                  | Kansas City KSKansas City MOSanta ClaraCharlotte (Carolina del Nord)GlendaleParadiseOrlandoAustinHoustonArlingtonEast RutherfordInglewoodAtlantaMiamiCopa Amèrica de futbol de 2024 (Estats Units) | Kansas City KSKansas City MOSanta ClaraCharlotte (Carolina del Nord)GlendaleParadiseOrlandoAustinHoustonArlingtonEast RutherfordInglewoodAtlantaMiamiCopa Amèrica de futbol de 2024 (Estats Units) | Kansas City KSKansas City MOSanta ClaraCharlotte (Carolina del Nord)GlendaleParadiseOrlandoAustinHoustonArlingtonEast RutherfordInglewoodAtlantaMiamiCopa Amèrica de futbol de 2024 (Estats Units) |                                              |
| Austin, Texas                                    | Kansas City KSKansas City MOSanta ClaraCharlotte (Carolina del Nord)GlendaleParadiseOrlandoAustinHoustonArlingtonEast RutherfordInglewoodAtlantaMiamiCopa Amèrica de futbol de 2024 (Estats Units) | Kansas City KSKansas City MOSanta ClaraCharlotte (Carolina del Nord)GlendaleParadiseOrlandoAustinHoustonArlingtonEast RutherfordInglewoodAtlantaMiamiCopa Amèrica de futbol de 2024 (Estats Units) | Kansas City KSKansas City MOSanta ClaraCharlotte (Carolina del Nord)GlendaleParadiseOrlandoAustinHoustonArlingtonEast RutherfordInglewoodAtlantaMiamiCopa Amèrica de futbol de 2024 (Estats Units) | Arlington, Texas (Àrea de Dallas-Fort Worth) |
| Q2 Stadium                                       | Kansas City KSKansas City MOSanta ClaraCharlotte (Carolina del Nord)GlendaleParadiseOrlandoAustinHoustonArlingtonEast RutherfordInglewoodAtlantaMiamiCopa Amèrica de futbol de 2024 (Estats Units) | Kansas City KSKansas City MOSanta ClaraCharlotte (Carolina del Nord)GlendaleParadiseOrlandoAustinHoustonArlingtonEast RutherfordInglewoodAtlantaMiamiCopa Amèrica de futbol de 2024 (Estats Units) | Kansas City KSKansas City MOSanta ClaraCharlotte (Carolina del Nord)GlendaleParadiseOrlandoAustinHoustonArlingtonEast RutherfordInglewoodAtlantaMiamiCopa Amèrica de futbol de 2024 (Estats Units) | AT&T Stadium                                 |
| Capacitat: 20.738                                | Kansas City KSKansas City MOSanta ClaraCharlotte (Carolina del Nord)GlendaleParadiseOrlandoAustinHoustonArlingtonEast RutherfordInglewoodAtlantaMiamiCopa Amèrica de futbol de 2024 (Estats Units) | Kansas City KSKansas City MOSanta ClaraCharlotte (Carolina del Nord)GlendaleParadiseOrlandoAustinHoustonArlingtonEast RutherfordInglewoodAtlantaMiamiCopa Amèrica de futbol de 2024 (Estats Units) | Kansas City KSKansas City MOSanta ClaraCharlotte (Carolina del Nord)GlendaleParadiseOrlandoAustinHoustonArlingtonEast RutherfordInglewoodAtlantaMiamiCopa Amèrica de futbol de 2024 (Estats Units) | Capacitat: 80.000                            |
|                                                  | Kansas City KSKansas City MOSanta ClaraCharlotte (Carolina del Nord)GlendaleParadiseOrlandoAustinHoustonArlingtonEast RutherfordInglewoodAtlantaMiamiCopa Amèrica de futbol de 2024 (Estats Units) | Kansas City KSKansas City MOSanta ClaraCharlotte (Carolina del Nord)GlendaleParadiseOrlandoAustinHoustonArlingtonEast RutherfordInglewoodAtlantaMiamiCopa Amèrica de futbol de 2024 (Estats Units) | Kansas City KSKansas City MOSanta ClaraCharlotte (Carolina del Nord)GlendaleParadiseOrlandoAustinHoustonArlingtonEast RutherfordInglewoodAtlantaMiamiCopa Amèrica de futbol de 2024 (Estats Units) |                                              |
| East Rutherford, Nova Jersey (Àrea de Nova York) | Paradise, Nevada (Àrea de Las Vegas) | Kansas City, Missouri | Kansas City, Kansas | Miami, Florida                               |
| MetLife Stadium                                  | Allegiant Stadium | Arrowhead Stadium | Children's Mercy Park | Hard Rock Stadium                            |
| Capacitat: 82.500                                | Capacitat: 65.000 | Capacitat: 79.451 | Capacitat: 18.467 | Capacitat: 75.540                            |
|                                                  | | | |                                              |

## Fase de grups

### Grup A
| Pos | Equip     | PJ | PG | PE | PP | GF | GC | DG | Pts | Classificació |
| --- | --------- | -- | -- | -- | -- | -- | -- | -- | --- | ------------- |
| 1   | Argentina | 3  | 3  | 0  | 0  | 5  | 0  | +5 | 9   | Classificat   |
| 2   | Canadà    | 3  | 1  | 1  | 1  | 1  | 2  | −1 | 4   | Classificat   |
| 3   | Xile      | 3  | 0  | 2  | 1  | 0  | 1  | −1 | 2   |               |
| 4   | Perú      | 3  | 0  | 1  | 2  | 0  | 3  | −3 | 1   |               |

| Argentina                      | 2-0                                 | Canadà |
| ------------------------------ | ----------------------------------- | ------ |
| Álvarez 49' · La. Martínez 88' | Report (CONMEBOL) Report (CONCACAF) |        |

| Perú | 0-0                                 | Xile |
| ---- | ----------------------------------- | ---- |
|      | Report (CONMEBOL) Report (CONCACAF) |      |

| Perú | 0-1                                 | Canadà    |
| ---- | ----------------------------------- | --------- |
|      | Report (CONMEBOL) Report (CONCACAF) | David 74' |

| Xile | 0-1                                 | Argentina        |
| ---- | ----------------------------------- | ---------------- |
|      | Report (CONMEBOL) Report (CONCACAF) | La. Martínez 88' |

| Argentina             | 2-0                                 | Perú |
| --------------------- | ----------------------------------- | ---- |
| La. Martínez 47', 86' | Report (CONMEBOL) Report (CONCACAF) |      |

| Canadà | 0-0                                 | Xile |
| ------ | ----------------------------------- | ---- |
|        | Report (CONMEBOL) Report (CONCACAF) |      |

### Grup B
| Pos | Equip     | PJ | PG | PE | PP | GF | GC | DG | Pts | Classificació |
| --- | --------- | -- | -- | -- | -- | -- | -- | -- | --- | ------------- |
| 1   | Veneçuela | 3  | 3  | 0  | 0  | 6  | 1  | +5 | 9   | Classificat   |
| 2   | Equador   | 3  | 1  | 1  | 1  | 4  | 3  | +1 | 4   | Classificat   |
| 3   | Mèxic     | 3  | 1  | 1  | 1  | 1  | 1  | 0  | 4   |               |
| 4   | Jamaica   | 3  | 0  | 0  | 3  | 1  | 7  | −6 | 0   |               |

| Equador       | 1-2                                 | Veneçuela             |
| ------------- | ----------------------------------- | --------------------- |
| Sarmiento 40' | Report (CONMEBOL) Report (CONCACAF) | Cádiz 64' · Bello 74' |

| Mèxic       | 1-0                                 | Jamaica |
| ----------- | ----------------------------------- | ------- |
| Arteaga 69' | Report (CONMEBOL) Report (CONCACAF) |         |

| Equador                                        | 3-1                                 | Jamaica     |
| ---------------------------------------------- | ----------------------------------- | ----------- |
| Hincapié 13' · Páez 45+4' (pen.) · Minda 90+1' | Report (CONMEBOL) Report (CONCACAF) | Antonio 54' |

| Veneçuela         | 1-0                                 | Mèxic |
| ----------------- | ----------------------------------- | ----- |
| Rondón 57' (pen.) | Report (CONMEBOL) Report (CONCACAF) |       |

| Mèxic | 0-0                                 | Equador |
| ----- | ----------------------------------- | ------- |
|       | Report (CONMEBOL) Report (CONCACAF) |         |

| Jamaica | 0-3                                 | Veneçuela                            |
| ------- | ----------------------------------- | ------------------------------------ |
|         | Report (CONMEBOL) Report (CONCACAF) | Bello 49' · Rondón 56' · Ramírez 85' |

### Grup C
| Pos | Equip            | PJ | PG | PE | PP | GF | GC | DG | Pts | Classificació |
| --- | ---------------- | -- | -- | -- | -- | -- | -- | -- | --- | ------------- |
| 1   | Uruguai          | 3  | 3  | 0  | 0  | 9  | 1  | +8 | 9   | Classificat   |
| 2   | Panamà           | 3  | 2  | 0  | 1  | 6  | 5  | +1 | 6   | Classificat   |
| 3   | Estats Units (H) | 3  | 1  | 0  | 2  | 3  | 3  | 0  | 3   |               |
| 4   | Bolívia          | 3  | 0  | 0  | 3  | 1  | 10 | −9 | 0   |               |

| Estats Units             | 2-0                                 | Bolívia |
| ------------------------ | ----------------------------------- | ------- |
| Pulisic 3' · Balogun 44' | Report (CONMEBOL) Report (CONCACAF) |         |

| Uruguai                                | 3-1                                 | Panamà        |
| -------------------------------------- | ----------------------------------- | ------------- |
| M. Araújo 16' · Núñez 85' · Viña 90+1' | Report (CONMEBOL) Report (CONCACAF) | Murillo 90+5' |

| Panamà                     | 2-1                                 | Estats Units |
| -------------------------- | ----------------------------------- | ------------ |
| Blackman 26' · Fajardo 83' | Report (CONMEBOL) Report (CONCACAF) | Balogun 22'  |

| Uruguai                                                                 | 5-0                                 | Bolívia |
| ----------------------------------------------------------------------- | ----------------------------------- | ------- |
| Pellistri 8' · Núñez 21' · M. Araújo 77' · Valverde 81' · Bentancur 89' | Report (CONMEBOL) Report (CONCACAF) |         |

| Estats Units | 0-1                                 | Uruguai        |
| ------------ | ----------------------------------- | -------------- |
|              | Report (CONMEBOL) Report (CONCACAF) | M. Olivera 66' |

| Bolívia     | 1-3                                 | Panamà                                   |
| ----------- | ----------------------------------- | ---------------------------------------- |
| Miranda 69' | Report (CONMEBOL) Report (CONCACAF) | Fajardo 22' · Guerrero 79' · Yanis 90+1' |

### Grup D
| Pos | Equip      | PJ | PG | PE | PP | GF | GC | DG | Pts | Classificació |
| --- | ---------- | -- | -- | -- | -- | -- | -- | -- | --- | ------------- |
| 1   | Colòmbia   | 3  | 2  | 1  | 0  | 6  | 2  | +4 | 7   | Classificat   |
| 2   | Brasil     | 3  | 1  | 2  | 0  | 5  | 2  | +3 | 5   | Classificat   |
| 3   | Costa Rica | 3  | 1  | 1  | 1  | 2  | 4  | −2 | 4   |               |
| 4   | Paraguai   | 3  | 0  | 0  | 3  | 3  | 8  | −5 | 0   |               |

| Colòmbia              | 2-1                                 | Paraguai   |
| --------------------- | ----------------------------------- | ---------- |
| Muñoz 32' · Lerma 42' | Report (CONMEBOL) Report (CONCACAF) | Enciso 69' |

| Brasil | 0-0                                 | Costa Rica |
| ------ | ----------------------------------- | ---------- |
|        | Report (CONMEBOL) Report (CONCACAF) |            |

| Colòmbia                                    | 3-0                                 | Costa Rica |
| ------------------------------------------- | ----------------------------------- | ---------- |
| Díaz 31' (pen.) · Sánchez 59' · Córdoba 62' | Report (CONMEBOL) Report (CONCACAF) |            |

| Paraguai     | 1-4                                 | Brasil                                                 |
| ------------ | ----------------------------------- | ------------------------------------------------------ |
| Alderete 48' | Report (CONMEBOL) Report (CONCACAF) | Vinícius 35', 45+5' · Savinho 43' · Paquetá 65' (pen.) |

| Brasil       | 1-1                                 | Colòmbia    |
| ------------ | ----------------------------------- | ----------- |
| Raphinha 12' | Report (CONMEBOL) Report (CONCACAF) | Muñoz 45+2' |

| Costa Rica            | 2-1                                 | Paraguai |
| --------------------- | ----------------------------------- | -------- |
| Calvo 3' · Alcócer 7' | Report (CONMEBOL) Report (CONCACAF) | Sosa 55' |

## Eliminatòries

### Quadre
|  | Quarts de final          | Quarts de final           |                                |       | Semifinals   | Semifinals   |  |  | Final | Final |
|  |                          |                           |                                |       |              |              |  |  |       |       |
|  | Juliol 4 - Houston, TX   |                           |                                |       |              |              |  |  |       |       |
|  |                          |                           |                                |       |              |              |  |  |       |       |
|  | Argentina (p.)           | 1 (4)                     |                                |       |              |              |  |  |       |       |
|  | Argentina (p.)           | 1 (4)                     | Juliol 9 - East Rutherford, NJ |       |              |              |  |  |       |       |
|  | Equador                  | 1 (2)                     |                                |       |              |              |  |  |       |       |
|  | Equador                  | 1 (2)                     | Argentina                      | 2     |              |              |  |  |       |       |
|  | Juliol 5 - Arlington, TX |                           | Argentina                      | 2     |              |              |  |  |       |       |
|  |                          | Canadà                    | 0                              |       |              |              |  |  |       |       |
|  | Veneçuela                | Canadà                    | 0                              | 1 (3) |              |              |  |  |       |       |
|  | Veneçuela                |                           | Juliol 14 - Miami Gardens, FL  | 1 (3) |              |              |  |  |       |       |
|  | Canadà (p.)              | 1 (4)                     |                                |       |              |              |  |  |       |       |
|  | Canadà (p.)              | 1 (4)                     | Argentina (prò.)               | 1     |              |              |  |  |       |       |
|  | Juliol 6 - Paradise, NV  |                           | Argentina (prò.)               | 1     |              |              |  |  |       |       |
|  |                          | Colòmbia                  | 0                              |       |              |              |  |  |       |       |
|  | Uruguai (p.)             | Colòmbia                  | 0                              | 0 (4) |              |              |  |  |       |       |
|  | Uruguai (p.)             | Juliol 10 - Charlotte, NC |                                | 0 (4) |              |              |  |  |       |       |
|  | Brasil                   | 0 (2)                     |                                |       |              |              |  |  |       |       |
|  | Brasil                   | 0 (2)                     | Uruguai                        | 0     |              |              |  |  |       |       |
|  | Juliol 6 - Glendale, AZ  |                           | Uruguai                        | 0     |              |              |  |  |       |       |
|  |                          | Colòmbia                  | 1                              |       | 3r i 4t lloc | 3r i 4t lloc |  |  |       |       |
|  | Colòmbia                 | Colòmbia                  | 1                              | 5     | 3r i 4t lloc | 3r i 4t lloc |  |  |       |       |
|  | Colòmbia                 |                           | Juliol 13 - Charlotte, NC      | 5     |              |              |  |  |       |       |
|  | Panamà                   | 0                         |                                |       |              |              |  |  |       |       |
|  | Panamà                   | 0                         | Canadà                         | 2 (3) |              |              |  |  |       |       |
|  |                          |                           |                                |       |              |              |  |  |       |       |
|  | Uruguai (p.)             | 2 (4)                     |                                |       |              |              |  |  |       |       |
|  | Uruguai (p.)             | 2 (4)                     |                                |       |              |              |  |  |       |       |

### Quarts de final
| Argentina                                           | 1-1                                 | Equador                            |
| --------------------------------------------------- | ----------------------------------- | ---------------------------------- |
| Li. Martínez 35'                                    | Report (CONMEBOL) Report (CONCACAF) | Rodríguez 90+2'                    |
| Tanda de penals                                     |                                     |                                    |
| Messi · Álvarez · Mac Allister · Montiel · Otamendi | 4-2                                 | Mena · Minda · Yeboah · J. Caicedo |

| Veneçuela                                            | 1-1                                 | Canadà                                               |
| ---------------------------------------------------- | ----------------------------------- | ---------------------------------------------------- |
| Rondón 65'                                           | Report (CONMEBOL) Report (CONCACAF) | Shaffelburg 13'                                      |
| Tanda de penals                                      |                                     |                                                      |
| Rondón · Herrera · Rincón · Savarino · Cádiz · Ángel | 3-4                                 | David · Millar · Bombito · Eustáquio · Davies · Koné |

| Colòmbia                                                                     | 5-0                                 | Panamà |
| ---------------------------------------------------------------------------- | ----------------------------------- | ------ |
| Córdoba 8' · Rodríguez 15' (pen.) · Díaz 41' · Ríos 70' · Borja 90+4' (pen.) | Report (CONMEBOL) Report (CONCACAF) |        |

| Uruguai                                                 | 0-0                                 | Brasil                                        |
| ------------------------------------------------------- | ----------------------------------- | --------------------------------------------- |
|                                                         | Report (CONMEBOL) Report (CONCACAF) |                                               |
| Tanda de penals                                         |                                     |                                               |
| Valverde · Bentancur · De Arrascaeta · Giménez · Ugarte | 4-2                                 | Militão · Pereira · Douglas Luiz · Martinelli |

### Semifinals
| Argentina               | 2-0                                 | Canadà |
| ----------------------- | ----------------------------------- | ------ |
| Álvarez 22' · Messi 51' | Report (CONMEBOL) Report (CONCACAF) |        |

| Uruguai | 0-1                                 | Colòmbia  |
| ------- | ----------------------------------- | --------- |
|         | Report (CONMEBOL) Report (CONCACAF) | Lerma 39' |

### 3r i 4t lloc
| Canadà                                      | 2-2                                 | Uruguai                                       |
| ------------------------------------------- | ----------------------------------- | --------------------------------------------- |
| Koné 22' · David 80'                        | Report (CONMEBOL) Report (CONCACAF) | Bentancur 8' · Suárez 90+2'                   |
| Tanda de penals                             |                                     |                                               |
| David · Bombito · Koné · Choinière · Davies | 3-4                                 | Valverde · Bentancur · De Arrascaeta · Suárez |

### Final
| Argentina         | 1-0 (pr.)                           | Colòmbia |
| ----------------- | ----------------------------------- | -------- |
| La. Martínez 112' | Report (CONMEBOL) Report (CONCACAF) |          |

## Resultat
| Copa Amèrica 2024   |
| ------------------- |
| Argentina           |
| Argentina 16è títol |

## Estadístiques

### Golejadors
5 gols
- [[Fitxer:Flag of Argentina.svg|23x15px|border |alt=Argentina|link=Selecció de futbol de l'Argentina|{{#if:|]] Lautaro Martínez

3 gols
- [[Fitxer:Flag of Venezuela.svg|23x15px|border |alt=Veneçuela|link=Selecció de futbol de Veneçuela|{{#if:|]] Salomón Rondón

2 gols
- [[Fitxer:Flag of Argentina.svg|23x15px|border |alt=Argentina|link=Selecció de futbol de l'Argentina|{{#if:|]] Julián Álvarez
- [[Fitxer:Flag of Brazil.svg|23x15px|border |alt=Brasil|link=Selecció de futbol del Brasil|{{#if:|]] Vinícius Júnior
- [[Fitxer:Flag of Canada (Pantone).svg|23x15px|border |alt=Canadà|link=Selecció de futbol del Canadà|{{#if:|]] Jonathan David
- [[Fitxer:Flag of Colombia.svg|23x15px|border |alt=Colòmbia|link=Selecció de futbol de Colòmbia|{{#if:|]] Jhon Córdoba
- [[Fitxer:Flag of Colombia.svg|23x15px|border |alt=Colòmbia|link=Selecció de futbol de Colòmbia|{{#if:|]] Luis Díaz
- [[Fitxer:Flag of Colombia.svg|23x15px|border |alt=Colòmbia|link=Selecció de futbol de Colòmbia|{{#if:|]] Jefferson Lerma
- [[Fitxer:Flag of Colombia.svg|23x15px|border |alt=Colòmbia|link=Selecció de futbol de Colòmbia|{{#if:|]] Daniel Muñoz
- [[Fitxer:Flag of Panama.svg|23x15px|border |alt=Panamà|link=Selecció de futbol de Panamà|{{#if:|]] José Fajardo
- [[Fitxer:Flag of the United States.svg|23x15px|border |alt=Estats Units d'Amèrica|link=Selecció de futbol dels Estats Units|{{#if:|]] Folarin Balogun
- [[Fitxer:Flag of Uruguay.svg|23x15px|border |alt=Uruguai|link=Selecció de futbol de l'Uruguai|{{#if:|]] Maximiliano Araújo
- [[Fitxer:Flag of Uruguay.svg|23x15px|border |alt=Uruguai|link=Selecció de futbol de l'Uruguai|{{#if:|]] Rodrigo Bentancur
- [[Fitxer:Flag of Uruguay.svg|23x15px|border |alt=Uruguai|link=Selecció de futbol de l'Uruguai|{{#if:|]] Darwin Núñez
- [[Fitxer:Flag of Venezuela.svg|23x15px|border |alt=Veneçuela|link=Selecció de futbol de Veneçuela|{{#if:|]] Eduard Bello

1 gol
- [[Fitxer:Flag of Argentina.svg|23x15px|border |alt=Argentina|link=Selecció de futbol de l'Argentina|{{#if:|]] Lisandro Martínez
- [[Fitxer:Flag of Argentina.svg|23x15px|border |alt=Argentina|link=Selecció de futbol de l'Argentina|{{#if:|]] Lionel Messi
- [[Fitxer:Flag of Bolivia.svg|23x15px|border |alt=Bolívia|link=Selecció de futbol de Bolívia|{{#if:|]] Bruno Miranda
- [[Fitxer:Flag of Brazil.svg|23x15px|border |alt=Brasil|link=Selecció de futbol del Brasil|{{#if:|]] Lucas Paquetá
- [[Fitxer:Flag of Brazil.svg|23x15px|border |alt=Brasil|link=Selecció de futbol del Brasil|{{#if:|]] Raphinha
- [[Fitxer:Flag of Brazil.svg|23x15px|border |alt=Brasil|link=Selecció de futbol del Brasil|{{#if:|]] Savinho
- [[Fitxer:Flag of Canada (Pantone).svg|23x15px|border |alt=Canadà|link=Selecció de futbol del Canadà|{{#if:|]] Ismaël Koné
- [[Fitxer:Flag of Canada (Pantone).svg|23x15px|border |alt=Canadà|link=Selecció de futbol del Canadà|{{#if:|]] Jacob Shaffelburg
- [[Fitxer:Flag of Colombia.svg|23x15px|border |alt=Colòmbia|link=Selecció de futbol de Colòmbia|{{#if:|]] Miguel Borja
- [[Fitxer:Flag of Colombia.svg|23x15px|border |alt=Colòmbia|link=Selecció de futbol de Colòmbia|{{#if:|]] Richard Ríos
- [[Fitxer:Flag of Colombia.svg|23x15px|border |alt=Colòmbia|link=Selecció de futbol de Colòmbia|{{#if:|]] James Rodríguez
- [[Fitxer:Flag of Colombia.svg|23x15px|border |alt=Colòmbia|link=Selecció de futbol de Colòmbia|{{#if:|]] Davinson Sánchez
- [[Fitxer:Flag of Costa Rica.svg|23x15px|border |alt=Costa Rica|link=Selecció de futbol de Costa Rica|{{#if:|]] Josimar Alcócer
- [[Fitxer:Flag of Costa Rica.svg|23x15px|border |alt=Costa Rica|link=Selecció de futbol de Costa Rica|{{#if:|]] Francisco Calvo
- [[Fitxer:Flag of Ecuador.svg|23x15px|border |alt=Equador|link=Selecció de futbol de l'Equador|{{#if:|]] Piero Hincapié
- [[Fitxer:Flag of Ecuador.svg|23x15px|border |alt=Equador|link=Selecció de futbol de l'Equador|{{#if:|]] Alan Minda
- [[Fitxer:Flag of Ecuador.svg|23x15px|border |alt=Equador|link=Selecció de futbol de l'Equador|{{#if:|]] Kendry Páez
- [[Fitxer:Flag of Ecuador.svg|23x15px|border |alt=Equador|link=Selecció de futbol de l'Equador|{{#if:|]] Kevin Rodríguez
- [[Fitxer:Flag of Ecuador.svg|23x15px|border |alt=Equador|link=Selecció de futbol de l'Equador|{{#if:|]] Jeremy Sarmiento
- [[Fitxer:Flag of Jamaica.svg|23x15px|border |alt=Jamaica|link=Selecció de futbol de Jamaica|{{#if:|]] Michail Antonio
- [[Fitxer:Flag of Mexico.svg|23x15px|border |alt=Mèxic|link=Selecció de futbol de Mèxic|{{#if:|]] Gerardo Arteaga
- [[Fitxer:Flag of Panama.svg|23x15px|border |alt=Panamà|link=Selecció de futbol de Panamà|{{#if:|]] César Blackman
- [[Fitxer:Flag of Panama.svg|23x15px|border |alt=Panamà|link=Selecció de futbol de Panamà|{{#if:|]] Eduardo Guerrero
- [[Fitxer:Flag of Panama.svg|23x15px|border |alt=Panamà|link=Selecció de futbol de Panamà|{{#if:|]] Michael Amir Murillo
- [[Fitxer:Flag of Panama.svg|23x15px|border |alt=Panamà|link=Selecció de futbol de Panamà|{{#if:|]] César Yanis
- [[Fitxer:Flag of Paraguay.svg|23x15px|border |alt=Paraguai|link=Selecció de futbol del Paraguai|{{#if:|]] Omar Alderete
- [[Fitxer:Flag of Paraguay.svg|23x15px|border |alt=Paraguai|link=Selecció de futbol del Paraguai|{{#if:|]] Julio Enciso
- [[Fitxer:Flag of Paraguay.svg|23x15px|border |alt=Paraguai|link=Selecció de futbol del Paraguai|{{#if:|]] Ramón Sosa
- [[Fitxer:Flag of the United States.svg|23x15px|border |alt=Estats Units d'Amèrica|link=Selecció de futbol dels Estats Units|{{#if:|]] Christian Pulisic
- [[Fitxer:Flag of Uruguay.svg|23x15px|border |alt=Uruguai|link=Selecció de futbol de l'Uruguai|{{#if:|]] Mathías Olivera
- [[Fitxer:Flag of Uruguay.svg|23x15px|border |alt=Uruguai|link=Selecció de futbol de l'Uruguai|{{#if:|]] Facundo Pellistri
- [[Fitxer:Flag of Uruguay.svg|23x15px|border |alt=Uruguai|link=Selecció de futbol de l'Uruguai|{{#if:|]] Luis Alberto Suárez Díaz
- [[Fitxer:Flag of Uruguay.svg|23x15px|border |alt=Uruguai|link=Selecció de futbol de l'Uruguai|{{#if:|]] Federico Valverde
- [[Fitxer:Flag of Uruguay.svg|23x15px|border |alt=Uruguai|link=Selecció de futbol de l'Uruguai|{{#if:|]] Matías Viña
- [[Fitxer:Flag of Venezuela.svg|23x15px|border |alt=Veneçuela|link=Selecció de futbol de Veneçuela|{{#if:|]] Jhonder Cádiz
- [[Fitxer:Flag of Venezuela.svg|23x15px|border |alt=Veneçuela|link=Selecció de futbol de Veneçuela|{{#if:|]] Eric Ramírez

### Premis
Font:
- Millor Jugador: [[Fitxer:Flag of Colombia.svg|23x15px|border |alt=Colòmbia|link=Selecció de futbol de Colòmbia|{{#if:|]] James Rodríguez
- Bota d'Or: [[Fitxer:Flag of Argentina.svg|23x15px|border |alt=Argentina|link=Selecció de futbol de l'Argentina|{{#if:|]] Lautaro Martínez
- Millor Porter: [[Fitxer:Flag of Argentina.svg|23x15px|border |alt=Argentina|link=Selecció de futbol de l'Argentina|{{#if:|]] Emiliano Martínez
- Premi al Joc Net:  Colòmbia

### Onze ideal del torneig
L'equip del torneig va ser anunciat el 31 de juliol de 2024.
| Porter | Defenses | Centrecampistes | Davanters |
| --- | --- | --- | --- |
| [[Fitxer:Flag of Argentina.svg\|23x15px\|border \|alt=Argentina\|link=Selecció de futbol de l'Argentina\|{{#if:\|]] Emiliano Martínez | [[Fitxer:Flag of Ecuador.svg\|23x15px\|border \|alt=Equador\|link=Selecció de futbol de l'Equador\|{{#if:\|]] Piero Hincapié [[Fitxer:Flag of Colombia.svg\|23x15px\|border \|alt=Colòmbia\|link=Selecció de futbol de Colòmbia\|{{#if:\|]] Davinson Sánchez [[Fitxer:Flag of Argentina.svg\|23x15px\|border \|alt=Argentina\|link=Selecció de futbol de l'Argentina\|{{#if:\|]] Cristian Romero [[Fitxer:Flag of Canada (Pantone).svg\|23x15px\|border \|alt=Canadà\|link=Selecció de futbol del Canadà\|{{#if:\|]] Alistair Johnston | [[Fitxer:Flag of Colombia.svg\|23x15px\|border \|alt=Colòmbia\|link=Selecció de futbol de Colòmbia\|{{#if:\|]] James Rodríguez [[Fitxer:Flag of Uruguay.svg\|23x15px\|border \|alt=Uruguai\|link=Selecció de futbol de l'Uruguai\|{{#if:\|]] Manuel Ugarte [[Fitxer:Flag of Argentina.svg\|23x15px\|border \|alt=Argentina\|link=Selecció de futbol de l'Argentina\|{{#if:\|]] Rodrigo De Paul | [[Fitxer:Flag of Brazil.svg\|23x15px\|border \|alt=Brasil\|link=Selecció de futbol del Brasil\|{{#if:\|]] Raphinha [[Fitxer:Flag of Argentina.svg\|23x15px\|border \|alt=Argentina\|link=Selecció de futbol de l'Argentina\|{{#if:\|]] Lautaro Martínez [[Fitxer:Flag of Argentina.svg\|23x15px\|border \|alt=Argentina\|link=Selecció de futbol de l'Argentina\|{{#if:\|]] Lionel Messi |